# Llista alfabètica d'esports
La llista següent és una llista d'esports i jocs esportius dividida per categories (alguns esports poden figurar a més d'una categoria).
La World Sports Encyclopaedia (2003) llista més de 8000 esports i jocs esportius (i des que aquesta es va publicar se n'han creat i popularitzat molts d'altres).

## Atletisme
- Curses de fons
- Curses de mig-fons
- Curses d'obstacles
  - Cursa amb tanques
- Curses de velocitat
- Llançament de disc
- Llançament de javelina
- Llançament de martell
- Llançament de pes
- Marató
- Marxa
- Salts atlètics
- Decatló
- Heptatló

## Esports acrobàtics
- Animació (esport)
- Break dance
- Dansa competitiva
- Freerunning
- Gimnàstica (desglossat més endavant)
- Parkour
- Patinatge artístic sobre gel
- Patinatge artístic sobre rodes
- Tocar i parar

## Esports aeris
- Ala delta
- Paracaigudisme
  - Wingsuit
  - Surf aeri
- Parapent
- Planador
- Aviació ultralleugera

## Esports aquàtics
- Descens d'aigües braves
- Esquí aquàtic
- Natació
- Natació sincronitzada
- Pesca
- Piragüisme
- Ràfting
- Rem
- Salts
- Submarinisme
- Surf
- Surf d'estel
- Surf de rem
- Surf de vela
- Vela esportiva
- Waterpolo

## Esports d'equip
- Basquetbol
- Beisbol
- Corfbol
- Criquet
- Cúrling
- Futbol
- Futbol americà
- Futbol australià
- Futbol gaèlic
- Futbol platja
- Futbol sala
- Handbol
- Hoquei sobre herba
- Hoquei sobre gel
- Hoquei sobre patins
- Joc de pilota
- Netball
- Polo
- Rugbi
  - Rugbi a 7
  - Rugbi a 13
  - Rugbi a 15
- Sepak takraw
- Voleibol
- Voleibol platja
- Waterpolo

## Esports de combat
- Boxa
- Esgrima
- Lluita
- Arts marcials
  - Aikido
  - Capoeira
  - Jujutsu
  - Judo
  - Karate
  - Kendo
  - Sumo
  - Taekwondo
  - Taitxí

## Esports de força
- Culturisme
- Fitness
- Halterofília
- Joc d'estirar la corda

## Esports de motor
- Automobilisme
- Motociclisme
- Motonàutica
- Moto de neu
- Ral·li

## Esports de muntanya
- Alpinisme
- Barranquisme
- Curses d'orientació
- Cursa de muntanya
- Escalada
  - Escalada en bloc
- Espeleologia
- Marxa nòrdica
- Senderisme

## Esports de neu i gel
- Planxa de neu
- Bob
- Cúrling
- Esquí
  - Acroesquí
  - Esquí alpí
  - Esquí de fons
  - Planxa de neu
  - Salt d'esquí
  - Telemarc
- Hoquei sobre gel
- Luge
- Patinatge artístic
- Patinatge de velocitat sobre gel
- Patinatge de velocitat sobre pista curta
- Tobogan

## Esports de punteria
- Billar
- Bitlles
- Cornhole
- Criquet
- Dards
- Golf
  - Pitch-and-putt
- Kubb
- Llançament de destral
- Mölkky
- Petanca
- Tir amb arc
  - Kyūdō
- Tir olímpic

## Esports de raqueta
- Bàdminton
- Esquaix
- Pàdel
- Raquetbol
- Tennis
- Tennis de taula

## Esports sobre rodes
- Ciclisme
  - Bicitrial
  - BMX
  - Bicicleta tot terreny
  - Ciclisme en carretera
  - Ciclisme en pista
  - Cicloturisme
  - Descens de BTT
- Freestyle scooter
- Monocicle
- Monopatí
- Patinatge
- Vehicle de vela

## Gimnàstica
- Aeròbic
- Gimnàstica artística
- Gimnàstica rítmica
- Twirling

## Proves multiesportives
- Triatló
- Pentatló modern
- Biatló
- Combinada nòrdica

## Altres esports
- Ball de saló
- Escacs